# 에이즈 메리
에이즈 메리(일본어: エイズ・メアリー)는 일본의 도시 전설 중 하나이다.

## 내용
배경은 보통 외국이고, 관광하러 온 남성이 우연히 만난 현지여성과 하룻 밤을 함께하게 되는 이야기로 진행된다. 다음날 아침 일어나 보면 여성은 어디론가 사라지고 없고, 씻기 위해 욕실로 향했는데 세면대 위의 거울에는 다음과 같은 문구가 루즈로 쓰여 있다.(무대가 일본인 버전도 있다)
"에이즈의 세계에 오신 것을 축하합니다"
해외여행지에서 우연히 만난 이성과 성교를 하다가 성병에 감염되는 일은 실제로 자주 있는 일이기 때문에, 그런 사실을 바탕에 두고 만들어진 이야기로 추측된다.
에이즈 핼리라고 불리는 남성버전도 있다.
- 에이즈 메리라는 이름은 메리 맬런 사건이 그 유래라는 설이 있으나, 사실 여부는 불명확하다.

- 성관계가 아닌 여성과의 식사만으로 감염된다든가 여성의 기침으로 감염되었다는 식의 버전도 존재한다. 그러나 이는 사실이 아니다. 사실 여부를 떠나서 이 이야기의 배경에는 일반인들의 에이즈 환자에 대한 편견 및 차별 의식이 깔려 있다.